# Lundby, Väderstads socken

Lundby är en gård från åtminstone 1369 i Väderstads socken, Göstrings härad. Den bestod av 4 mantal. Lundby bestod av fyra gårdar sedan 1600-talet som hette Stakagården, Norrgården, Skattegården och Sörgården. 
1 augusti 1369 upprättar Sune Ingevaldsson ett testamente och nämner då att han äger jord i Lundby. Den 2 juli 1389 skänker Erengisle Sunesson jord i Lundby till Skänninge nunnekloster. Den 10 augusti 1389 skänker Cecilia Ödgersdotter jord (två attungar) i Lundby till Skänninge nunnekloster. Den 29 januari 1515 ger väpnaren Peter Siuordsson sin hustru Elin Svensdotter två gårdar i Lundby i morgongåva.

## Ägare och boende

### Lundby 1
| Period    | Namn             | Levnadstid | Övrigt |
| --------- | ---------------- | ---------- | ------ |
| 1790-1801 | Gustaf Jacobsson | 1754-      | Bonde. |

### Lundby 2
| Period    | Namn         | Levnadstid | Övrigt     |
| --------- | ------------ | ---------- | ---------- |
| 1790-1801 | Nils Nilsson | 1773-      | Nämndeman. |
|           | Nils Olsson  | 1762-      | Bonde.     |

### Lundby Skattegården 3
| Period    | Namn             | Levnadstid | Övrigt |
| --------- | ---------------- | ---------- | ------ |
| 1790-1809 | Anders Johansson | 1749-      | Bonde. |

### Lundby 4
| Period    | Namn         | Levnadstid | Övrigt |
| --------- | ------------ | ---------- | ------ |
| 1790-1801 | Erik Persson | 1744-      | Bonde. |

### Lundby 5
| Period    | Namn        | Levnadstid | Övrigt |
| --------- | ----------- | ---------- | ------ |
| 1790-1801 | Per Hansson | 1718-      | Bonde. |

### Lundby Stakagården 6
| Period    | Namn         | Levnadstid | Övrigt                 |
| --------- | ------------ | ---------- | ---------------------- |
| 1790-1809 | Sven Nilsson | 1765-      | Bonde och rusthållare. |

### Lundby Norrgården 7
| Period    | Namn            | Levnadstid | Övrigt           |
| --------- | --------------- | ---------- | ---------------- |
| 1790-1809 | Peter Håkansson | 1763-      | Bonde. Äger 3/8. |

### Lundby 8
| Period    | Namn           | Levnadstid | Övrigt |
| --------- | -------------- | ---------- | ------ |
| 1790-1801 | Gustaf Jönsson | 1747-      | Bonde. |